# Hamala
Hamala (arabo: الهملة) è una villaggio nella parte nor occidentale del Bahrain. 
Le città più vicine sono Al Qurayyah a nord e Madinat Hamad a sud.
Qui ha sede uno dei principali uffici della BATELCO, compagnia telefonica del Bahrain.